# Китайско-източна железопътна линия
Китайско-източната железопътна линия (на руски: Китайско-Восточная железная дорога, КВЖД) (от август 1945 година – Китайска чанчунска железопътна линия, от 1953 – Харбинска железопътна линия) е железопътна магистрала в Североизточен Китай и Югоизточна Русия.
Преминава през територията на Китай и съединява Чита в Сибир с възловата гара Харбин в Манджурия, откъдето продължава с разклонения до Владивосток в руския Далечен изток и до стратегическия Порт Артур (на върха на Ляодунския полуостров, днес район на гр. Далян) – владение на Русия (1897 – 1905) и на СССР (1945 – 1955).
Построена е през 1897 – 1903 г. като южно отклонение на Транссибирската магистрала. Завършена е на 1 (14) юни 1903 година. Принадлежала е на Русия и се е обслужвала от нейни поданици.
Строителството на линията е част от проникването на Русия в Манджурия и Корея и усилването на руското военно присъствие на бреговете на Жълто море. Това предизвиква недоволство от китайска страна. Заради китайското Боксерско въстание прекъсва работата на редица строителни участъци. По време на въстанието на 23 юни 1900 година китайци атакуват строители, започват да разрушават железния път и постройките, група военни строители са избити.
След поражението на Русия във войната с Япония от 1904 – 1905 година участъкът от Чанчун до Порт Артур е отнет от японците. На 22 октомври 1929 година от Китай са изгонени всички съветски служители в Китайско-източната железопътна линия. Това става повод за бойни действия на железопътната линия между Китай и СССР, продължили от 12 октомври до 22 декември 1929 година.
От септември 1931 до август 1945 година Манджурия е окупирана от Япония, а железопътната линия е под контрола на марионетната държава Манджоу-Го. След войната линията е отново под контрола на СССР. Тя е предадена безвъзмездно от СССР на Китай на 31 декември 1952 година.